# 戴偉
戴偉（Day Tai，1974-75年 - ），香港音樂人及唱片監製，從事電影與廣告配樂，現於香港浸會大學音樂系任教配樂作曲。

## 概要
戴偉約1974-75年於香港出生，於加拿大就讀大學計算機科學學系時開始兼任音樂創作。1996年大學畢業回流香港後，曾輾轉任職唱行店職員及資訊科技行業，於2007年與朋友結成樂隊A-dAY。2012年受導演黃修平之邀參與《狂舞派》配樂製作而打出名堂後，全職專注音樂創作行列。
戴偉憑電影《狂舞派》、《哪一天我們會飛》及《點五步》，先後三次奪得第33，第35及第36屆香港電影金像奬最佳電影原創歌曲，亦憑電影《4拍4家族》首次奪得第42屆金像獎最佳原創電影音樂
。2021年更憑電影《狂舞派3》，奪得第15屆亞洲電影大獎最佳原創音樂。戴偉在樂隊A-Day時期，2007年憑歌曲《寫真》奪得第19屆CASH流行曲創作大賽冠軍，再先後推出音樂專輯《一天》及《愛這天》。戴偉亦是香港街頭音樂文化協會Wholala的發起人之一。

## 電影配樂
| 年度 | 名稱               | 導演           | 備註                                                                                    |
| ---- | ------------------ | -------------- | --------------------------------------------------------------------------------------- |
| 2013 | 狂舞派             | 黃修平         | 第33屆香港電影金像獎 最佳原創音樂 (提名) 第33屆香港電影金像獎 最佳原創電影歌曲(獲獎)    |
| 2015 | 哪一天我們會飛     | 黃修平         | 第35屆香港電影金像獎 最佳原創音樂 (提名) 第35屆香港電影金像獎 最佳原創電影歌曲(獲獎)    |
| 2016 | 點五步             | 陳志發         | 第36屆香港電影金像獎 最佳原創音樂 (提名) 第36屆香港電影金像獎 最佳原創電影歌曲(獲獎)    |
| 2016 | iGirl 夢情人       | 闞家偉         | 不適用                                                                                  |
| 2016 | 失戀日2            | 葉念琛         | 不適用                                                                                  |
| 2017 | 黑白迷宮           | 闞家偉         | 不適用                                                                                  |
| 2018 | 大師兄             | 闞家偉         | 不適用                                                                                  |
| 2018 | 無雙               | 莊文強         | 第38屆香港電影金像獎 最佳原創音樂 (提名) 第38屆香港電影金像獎 最佳原創電影歌曲(提名)    |
| 2018 | 葉問外傳：張天志   | 袁和平         | 不適用                                                                                  |
| 2019 | 追龍II：賊王       | 王晶,關智耀    | 不適用                                                                                  |
| 2020 | 狂舞派3            | 黃修平         | 第40屆香港電影金像獎 最佳原創電影歌曲(提名) 第15屆亞洲電影大獎 第15屆亞洲電影大獎(獲獎) |
| 2021 | 不日成婚           | 陳茂賢         | 不適用                                                                                  |
| 2021 | 喜歡妳是妳         | 吳詠珊, 楊潮凱 | 不適用                                                                                  |
| 2021 | 媽媽的神奇小子     | 尹志文         | 第40屆香港電影金像獎 最佳原創音樂 (提名) 第40屆香港電影金像獎 最佳原創電影歌曲(提名)    |
| 2023 | 4拍4家族           | 賴恩慈         | 第42屆香港電影金像獎 最佳原創音樂 (獲獎) 第42屆香港電影金像獎 最佳原創電影歌曲(提名)    |
| 2023 | 金手指             | 莊文強         | 第42屆香港電影金像獎 最佳原創音樂 (提名) 第42屆香港電影金像獎 最佳原創電影歌曲(提名)    |
| 2023 | 潛行               | 關智耀         | 不適用                                                                                  |
| 2024 | 反貪風暴之加密危機 | 吳家偉         | 不適用                                                                                  |
| 2024 | 我談的那場戀愛     | 何妙祺         | 不適用                                                                                  |
| 待定 | 看我今天怎麼說     | 黃修平         | 不適用                                                                                  |

## 音樂創作

### 1997年
- 丁子峻 - 一個露台（曲、詞）
- 丁子峻 - 在故事開始（曲、詞）

### 1998年
- 丁子峻 - 心思思電影主題曲（曲、編）

### 2003年
- 蕭正楠 - 抱著回憶跌下（曲）
- 丁子峻 - 我的朋友（曲）

### 2006年
- 陳小春 - 厄爾尼諾（曲）

### 2007年
- A-Day - 做人（曲、編、監）
- A-Day - 緣份（編、監）
- A-Day - 敢想（曲、詞、編、監）
- A-Day - 爸爸（曲、編、監）
- A-Day - 人生可有知己（編、監）
- A-Day - 大了（曲、編、監）
- A-Day - Simple World（編、監）
- A-Day - 火化（曲、編、監）
- A-Day - 好明天（曲、編、監）
- A-Day - 你是最好的（曲、編、監）

### 2009年
- A-Day - 寫真（曲、編、監）
- A-Day - I WANNA SHARE（曲、編、監）
- A-Day - I JUST DON'T CARE（曲、詞、編、監）
- A-Day - 凌晨三點三（曲、編、監）
- A-Day - 可否開口講一句話（曲、詞、編、監）
- A-Day - JUST A LITTLE DREAM（編、監）
- A-Day - LOVE'S IN THE SKY（曲、編、監）
- A-Day - 大了(ACOUSTIC VERSION)（曲、編、監）

### 2011年
- 潮性辦公室  舞台劇主題曲（曲、編、監）
- 文恩澄 - 幸福大曬（編、監）
- 文恩澄 - 水孩子（編、監）
- MI55 - 一句到尾（編、監）

### 2013年
- Dough Boy feat. 黃宇希 - 狂舞吧（電影《狂舞派》主題曲）（曲、編、監）[3]
- 黃宇希 - The Way We Dance（曲、編、監）
- 彭湘淇 - 變身（曲、編、監）

### 2014年
- 黃宇希 - 自由野（曲、編、監）
- 黃宇希 - 狠心的交叉（曲、編、監）
- 大頭欣 - 私を抱いて Kiss Kiss Kiss （電影《3D豪情》主題曲）（曲、編、監）
- 大頭欣 - Blues Blues In The Sky（電影《3D豪情》插曲）（曲、編、監）

### 2015年
- 黃淑蔓 - 差一點我們會飛（《哪一天我們會飛》主題曲）（曲、編、監）[4]
- Neway 群星 - Happy Birthday（編、監）
- 吳業坤、張惠雅、羅孝勇、張紋嘉 - 風林火山（曲、編、監）
- 林二汶 - All We Know （百老匯院線電影院禮儀宣傳曲）（曲、編、監）

### 2016年
- 黃宇希、羅孝勇 - Do you really wanna be with me （編、監）
- 劉敬雯 - 記得愛（曲、編、監）
- Supper Moment - 沙燕之歌（電影《點五步》主題曲)（曲、監）[5]

### 2017年
- 劉敬雯 - 反方向（曲、編、監）
- 黃淑蔓 - 如果青春不會有盡頭（編、監）
- 趙學而 - 黃金花（電影《黃金花》主題曲）（曲、編、監）[6]

### 2018年
- 張繼聰、蔡卓妍 - 不死（第37屆香港電影金像獎主題曲）（曲、編、監）
- 黃淑蔓 - 天陰，間中有陽光（編、監）
- 劉敬雯 - D.A.N.C.E.（監）
- 陳明憙 Feat. 鄭中基 - 放下（曲、編、監）

### 2019年
- 黃淑蔓 - Dream My Dreams（監）
- 黃淑蔓 - 很久不見（監）
- 黃淑蔓 - 光引致疼痛（監）
- 黃淑蔓 - 一定要得（曲、編、監）

### 2021年
- 余香凝 - 最好陪伴（曲、編、監）
- 陳健安 - 二次人生（曲、編、監）
- 林二汶、陳卓賢 - Take It Easy（曲）
- 柳應廷丶香港兒童合唱團 - 神奇之路（曲、編、監）

### 2022年
- 聲夢傳奇2學員 - 我超越我（編）
- 呂爵安 - I SWIM（曲、編、監）
- 鄭伊健 - 遇怪魔我識得變大個（曲、監）

### 2023年
- 泰迪羅賓 - 一個人（編、監）
- 謝高晉 - 生死決（監）
- 謝安琪 - Lost and Found（Cat Solo）（編、監）
- 謝安琪 - Lost and Found（Full Band）（編、監）
- 謝安琪 - Go On（Full Band）（曲、編、監）
- 謝安琪 - 毋忘（曲、編、監）
- mansonvibes Feat. 謝安琪 - rain or shine（相擁的跳）（監）

### 2024年
- 黃劍文 - 孭（監）
- 鄧麗欣 - 黑夜孤寂．白晝如焚（曲、監）
- 陳㵆峰 - 原來對我這麼的好（曲、編、監）
- MC張天賦 - 筆友（曲、監）
- 譚耀文 - 拼命三郎（曲、編、監）

### 2025年
- 陳蕾 - What If（曲、編、監）
- 丁文俊 - 人有無數可能（編、監）

## 獎項
- 2005年 歌曲《爸爸》奪得中國唱片金碟獎網絡先鋒組合獎
- 2007年 作品《寫真》奪得「第十九屆CASH流行曲創作大賽」冠軍
- 2013年「7-Eleven 飾情懷系列」廣告配樂獲金帆獎四個獎項
- 2014年 提名第33屆香港電影金像獎「最佳原創電影音樂」電影《狂舞派》
- 2014年 榮獲第33屆香港電影金像獎「最佳原創電影歌曲」電影《狂舞派》  主題曲:狂舞吧
- 2015年 創作《金道賢之戀》 廣告配樂及主題曲, 系列廣告獲金帆獎5個獎項及Spikes Asia 2015銀獎
- 2016年 提名第35屆香港電影金像獎「最佳原創電影音樂」電影《哪一天我們會飛》
- 2016年 榮獲第35屆香港電影金像獎「最佳原創電影歌曲」電影《哪一天我們會飛》 主題曲:差一點我們會飛
- 2017年 提名第36屆香港電影金像獎「最佳原創電影音樂」電影《點五步》
- 2017年 榮獲第36屆香港電影金像獎「最佳原創電影歌曲」電影《點五步》主題曲：沙燕之歌
- 2020年 提名第57屆金馬獎「最佳原創電影歌曲」電影《狂舞派3》主題曲：歡迎嚟到呢座城市
- 2021年 榮獲第15屆亞洲電影大獎「最佳原創音樂」電影《狂舞派3》
- 2022年 提名第40屆香港電影金像獎「最佳原創電影音樂」電影《媽媽的神奇小子》
- 2022年 提名第40屆香港電影金像獎「最佳原創電影歌曲」電影《狂舞派3》主題曲：歡迎嚟到呢座城市
- 2022年 提名第40屆香港電影金像獎「最佳原創電影歌曲」電影《媽媽的神奇小子》主題曲：神奇之路
- 2024年 榮獲第42屆香港電影金像獎「最佳原創電影音樂」電影《4拍4家族》
- 2024年 提名第42屆香港電影金像獎「最佳原創電影音樂」電影《金手指》
- 2024年 提名第42屆香港電影金像獎「最佳原創電影歌曲」電影《4拍4家族》主題曲：毋忘
- 2024年 提名第42屆香港電影金像獎「最佳原創電影歌曲」電影《金手指》主題曲：Let's Get To The Top

## 外部連結
- 戴偉的Facebook專頁
- Day Tai Plus - Vimeo （页面存档备份，存于）
- 戴偉在互联网电影资料库（IMDb）上的資料（英文）
- 戴偉在香港影庫上的簡介
- Day Tai - DDome Music Productions Company